# 有線體育2台
有線體育2台（i-Cable Sports 2 Channel)，在1998年啟播，曾易名為足球台主力播放足球賽事。
現時本台主要直播德國聯賽賽事及其相關節目，也會協助體育台播放其他體育賽事。

## 歷史
1993年10月31日，有線電視啟播，當時本台是以「體育台ESPN」名義於06台啟播。
1999年3月，ESPN被安排於獨立一條頻道播出，而體育台分拆為體育1台、體育2台，其中體育2台與當時的YMC台共用頻道，並於YMC台每晚零時收台後播放，主要負責播放足球賽事，如英格蘭超級足球聯賽及德國甲組足球聯賽。當時體育2台的主持包括本地的專業人士及評述員，專業及娛樂並重為目標。
2000年，有線獲得歐洲國家盃決賽週全部賽事的香港區獨家直播權，安排賽事於體育1台播放；年中，ESPN於有線頻道停播，有線將該頻道改以自家製作的「SPORTS 2」，並取消以往體育2台在YMC台收台後的播放安排，即全日24小時播放。
2001年8月17日，有線再度引入ESPN及STAR Sports，並將兩條自製體育頻道二合為一；足球賽事重新由體育台播放。自此以後，當數項賽事同時直播時，尤在2002年世界盃時，賽事會被分配到預告台及18台播放。
為整合足球賽事於一條頻道播放，有線再於2003年9月13日設立有線足球台，專門播放足球賽事，初期主要播放西班牙甲組足球聯賽和德國甲組足球聯賽，也會間中播放日本職業足球聯賽、2004歐洲國家盃外圍賽、2003女子世界盃、歐洲足協盃、英格蘭聯賽盃、英格蘭足總盃和國際足球友誼賽等賽事，另外也播放相關聯賽之節目。該台首項賽事為日本職業足球聯賽。
2004年，有線重組體育平台；8月14日，增加英超台和球彩台；8月17日，取消ESPN及STAR Sports的播放。自此以後，足球台以播西班牙甲組足球聯賽為主，也間中播放意大利甲組足球聯賽和英格蘭超級足球聯賽和世界盃足球賽等主要賽事。
於2010年6月11日早上6時起至8月1日早上6時期間足球台更名為世界盃台以播放世界盃賽事。
2011年1月1日，為配合高清廣播平台發展，有線足球台高清版本以hd201作為頻道名稱正式開播，同時正式透過有線電視使用第201頻道收看。hd201的節目與目前收看的有線足球台同步播放。唯只有訂購高清服務用戶才可享受16:9畫面。
因足球賽事採購不足以填充頻道播放時数，2018年4月3日早上6時起足球台回復舊稱體育2台，以反映頻道會播放足球以外之體育項目，台號由第61/261頻道改為第662頻道。而hd201改名為高清體育2台，台號由第201頻道改為第602頻道。
2019年12月3日起 有線電視重新整合體育平台頻道，高清體育2台(SD:ch602)易名為Sports Plus 1 HD，體育2台(SD:ch662)易名為Sports Plus 1。此頻道將用作直播賽事備用頻道。

### 目前體育2台播映賽事及節目
- 聯賽賽事：日本職業足球聯賽、意大利甲組聯賽
- 盃賽賽事：歐洲聯賽冠軍盃、歐霸盃足球聯賽、南美自由盃、南美球會盃
- 國家隊賽事: 歐洲國家聯賽
- 排球隊賽事:女排國家聯賽（香港開電視只直播香港站和決賽周季軍戰、決賽）
- 體育節目: 體育王

### 體育2台節目主持
| 評述員              |        |        |        |
| 李德能              | 劉健基 | 張志德 | 李健和 |
| 鍾國雄 （金重國雄） | 劉舜文 | 何柏霖 | 吳子信 |

## 外部連結
- 香港有線電視 （页面存档备份，存于）